# Harold Lockwood
Harold A. Lockwood (Brooklyn, 12 april 1887 – New York, 19 oktober 1918) was een Amerikaans acteur. Lockwood staat tegenwoordig bekend als een van de eerste acteurs die in voornamelijk romantische films te zien was.

## Biografie
Lockwood begon zijn carrière als verkoper en was daarnaast ook acteur in de vaudeville. Hij trouwde met een vrouw die Alma heette en kreeg een zoon, die hij ook Harold noemde.
Lockwood acteerde voor het eerst in films in 1911 en was te zien naast bekende actrices, waaronder Mary Pickford, Kathlyn Williams, Marguerite Clark en Dorothy Davenport. Toch kreeg Lockwood zijn doorbraak pas in 1915, toen hij voor het eerst naast actrice May Allison te zien was in David Harum. Het publiek zag hen graag samen in een film, waardoor Lockwood en Allison regelmatig samen ingezet werden in romantische films.
Hoewel Lockwood vooral bekend was vanwege zijn films met Allison, had hij ook rollen in enkele andere bekende films, waaronder D.W. Griffiths Intolerance (1916).
Aan Lockwoods goedlopende carrière kwam in 1918 abrupt een einde, toen er werd geconstateerd dat hij de Spaanse griep had, een epidemie die in die tijd tussen de 25 en 50 miljoen mensen het leven kostte. Lockwood werd uiteindelijk een van de slachtoffers van de ziekte. Hij werd 31 jaar oud.

## Filmografie (selectie)
- 1914: Hearts Adrift
- 1914: Tess of the Storm Country
- 1914: Such a Little Queen
- 1915: David Harum
- 1915: The Secretary of Frivolous Affairs
- 1915: The Great Question
- 1915: The House of a Thousand Scandals
- 1915: The End of the Road
- 1915: The Buzzard's Shadow
- 1916: Intolerance
- 1916: The Other Side of the Door
- 1916: Life's Blind Alley
- 1916: The Come Back
- 1916: The Masked Rider
- 1916: The River of Romance
- 1916: Mister 44
- 1916: Big Tremaine
- 1916: Pidgin Island
- 1917: The Promise
- 1917: The Hidden Children
- 1918: Broadway Bill

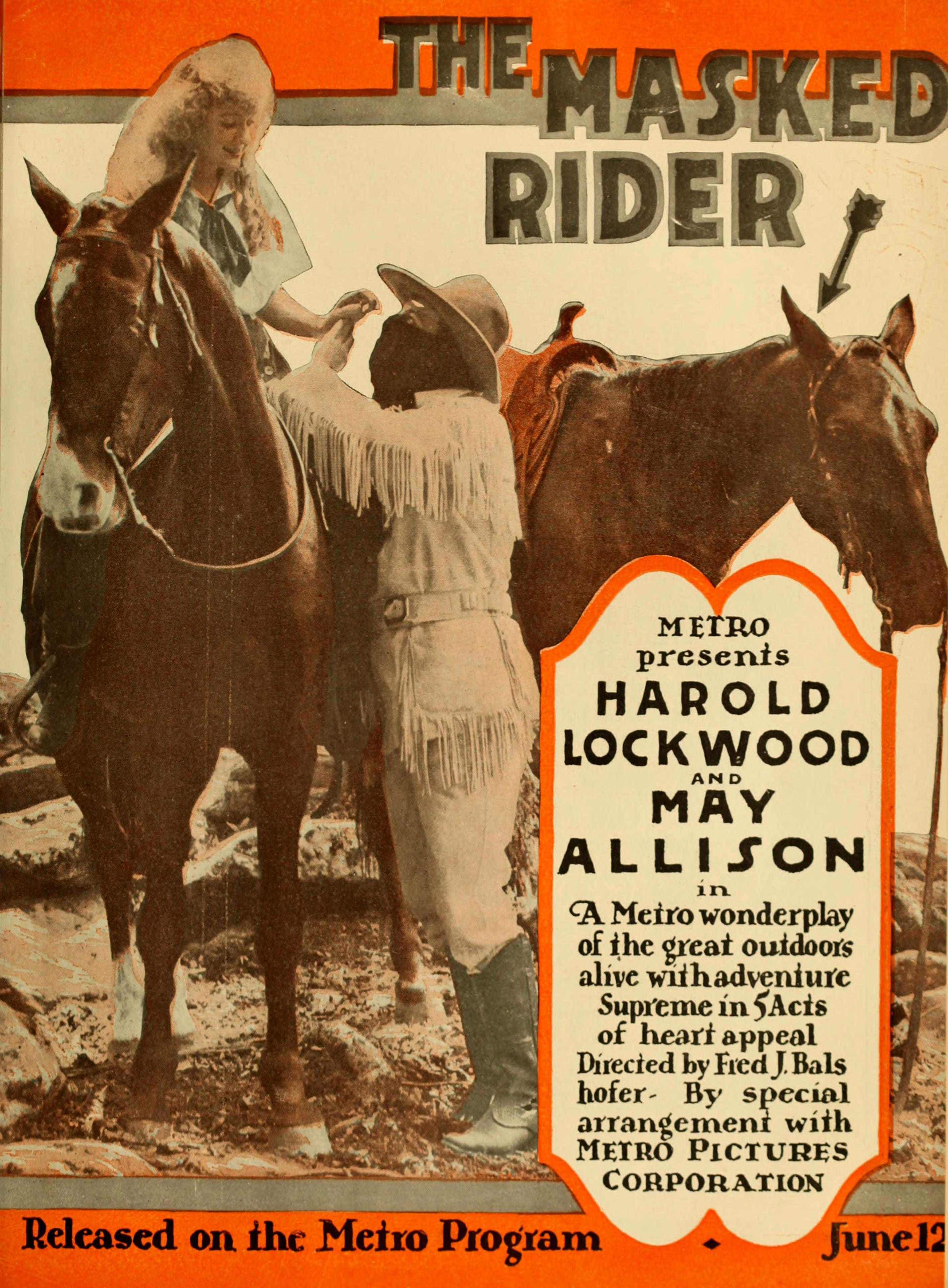
The Masked Rider (1916)
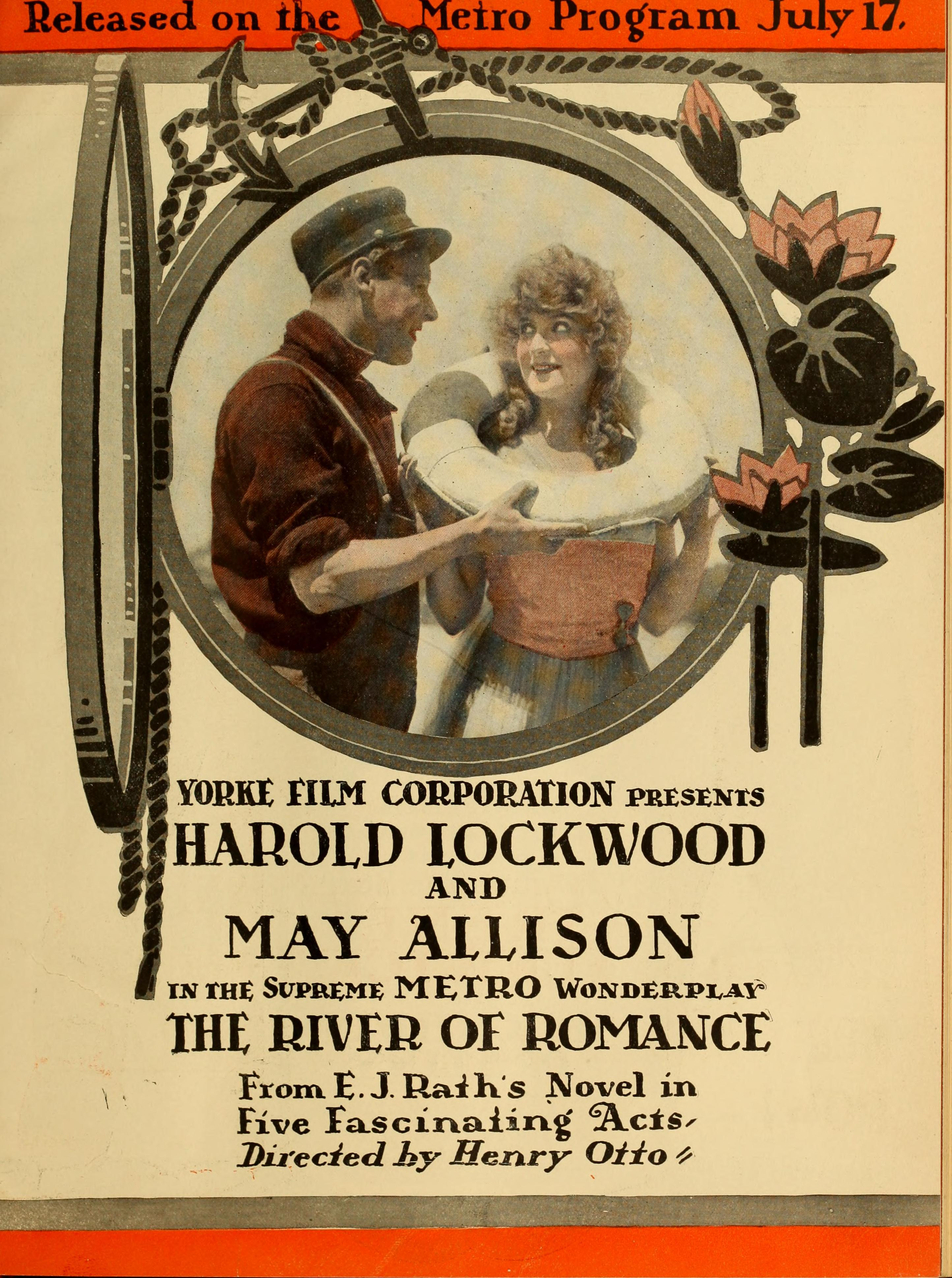
The River of Romance (1916)
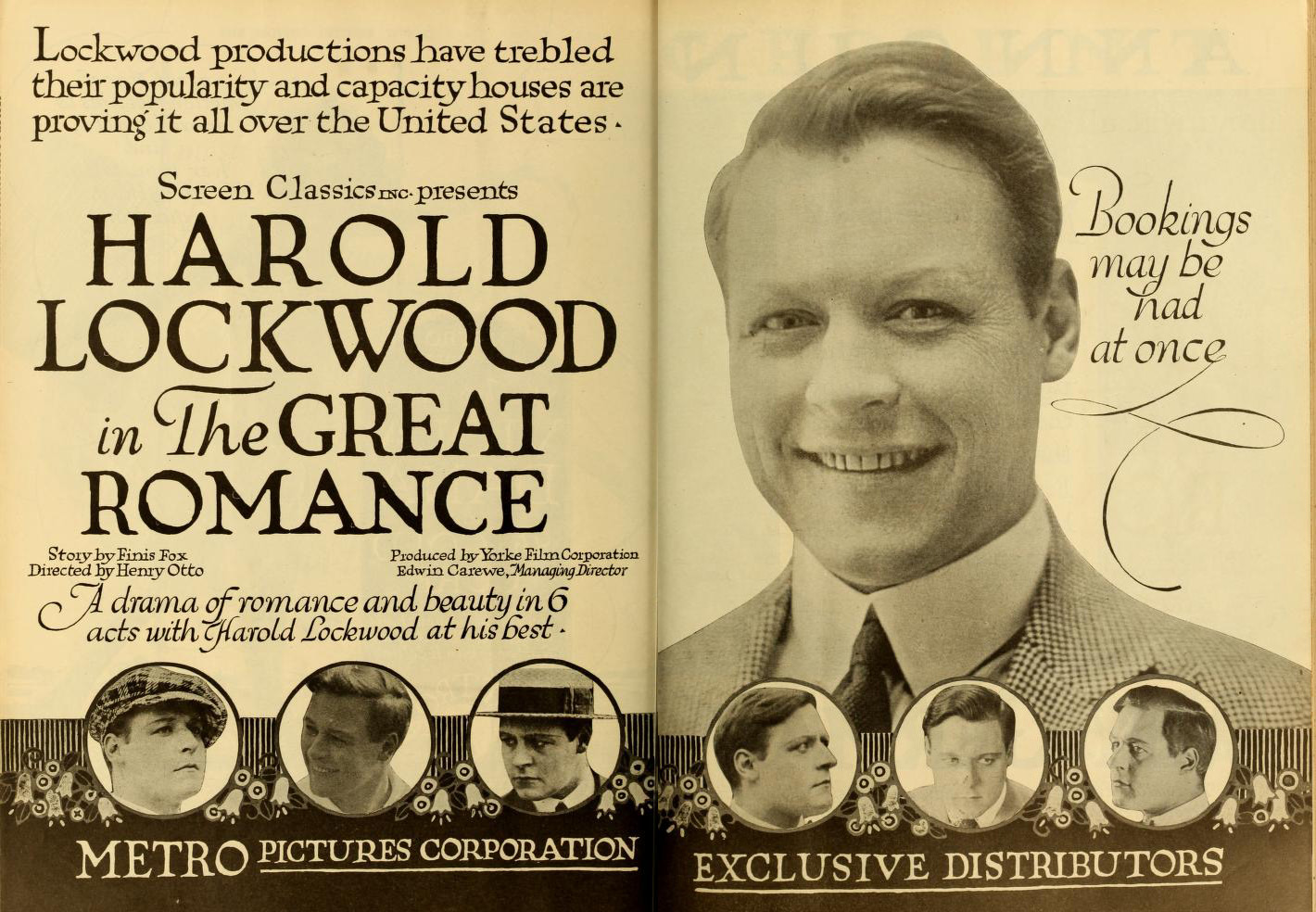
The Great Romance (1919)

- Gemeinsame Normdatei: 1281867233
- International Standard Name Identifier: 0000 0000 4735 5096
- Library of Congress Control Number: no2008031468
- SNAC: w6zb2sqn
- Virtual International Authority File: 68732734
- WorldCat: E39PCjGb63dW7Hr78t76dtWjQ3